# فرانز كولر (لاعب كرة قدم)
فرانز كولر (بالألمانية: Franz Köhler)‏ هو مدرب كرة قدم ولاعب كرة قدم نمساوي، ولد في 18 مارس 1901 في النمسا، وتوفي في 20 أبريل 1982. شارك مع منتخب النمسا لكرة القدم. أما مع النوادي، فقد لعب مع رابيد فيينا.

## وصلات خارجية
- فرانز كولر على موقع قاعدة بيانات كرة القدم.إي يو (الإنجليزية)
- فرانز كولر على موقع ناشيونال فوتبول تيمز (الإنجليزية)
- فرانز كولر على موقع عالم كرة القدم.نت (الإنجليزية)